# ماثيو وايلدر
ماثيو وايلدر (بالإنجليزية: Matthew Wilder)‏ هو مغن مؤلف ومنتج أسطوانات ومغني أمريكي، ولد في 24 يناير 1953 في نيويورك في الولايات المتحدة.

## وصلات خارجية
- الموقع الرسمي
- ماثيو وايلدر على موقع IMDb (الإنجليزية)
- ماثيو وايلدر على موقع ميوزك برينز (الإنجليزية)
- ماثيو وايلدر على موقع قاعدة بيانات برودواي على الإنترنت (الإنجليزية)
- ماثيو وايلدر على موقع أول ميوزيك (الإنجليزية)
- ماثيو وايلدر على موقع ديسكوغز (الإنجليزية)
- ماثيو وايلدر على موقع قاعدة بيانات الفيلم (الإنجليزية)